# أليس جونز
أليس جونز (بالإنجليزية: Alice Jones)‏ هي متزلجة على الجليد ‏ أسترالية، ولدت في 16 مايو 1976 في City of Coffs Harbour ‏ في أستراليا.

## وصلات خارجية
- أليس جونز على موقع اللجنة الأولمبية الدولية (الإنجليزية)
- أليس جونز على موقع أوليمبيديا (الإنجليزية)
- أليس جونز على موقع اللجنة الأولمبية الأسترالية (الإنجليزية)